# Carlos Vives

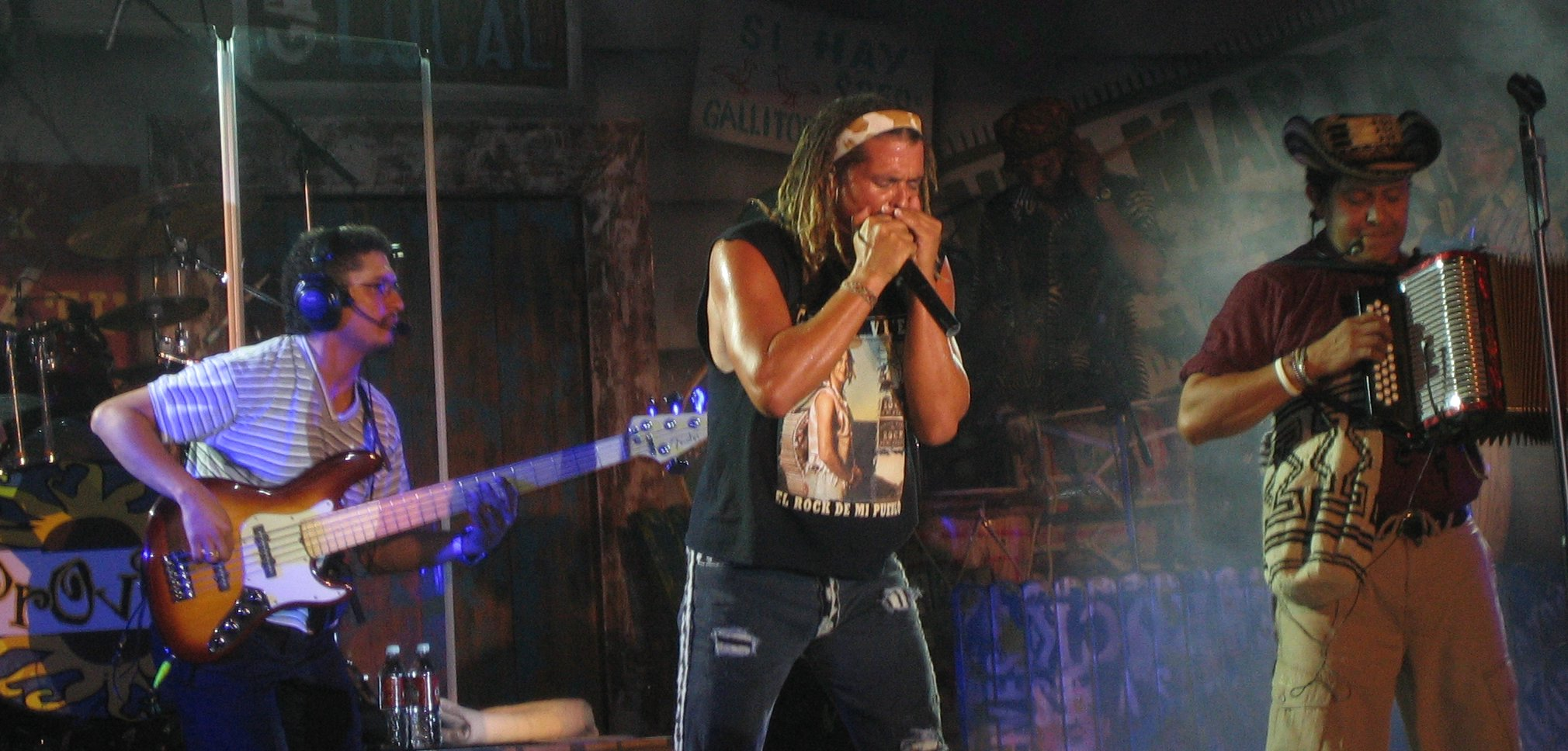
Carlos Vives (mitten) i en konsert.

Carlos Vives, föddes 1961 i Santa Marta, Magdalena, Colombia, är en sångare och kompositör. På 1990-talet fick han en stor hit med låten "La Gota Fria" från albumet Clasico de la Provincia. Vives har bland annat blandat pop och rock med karibiska rytmer.